# Proteste dell'opposizione albanese del 2017
Le proteste dell'opposizione albanese del 2017 sono state una serie di proteste antigovernative, in gran parte a Tirana, che hanno riguardato la corruzione del governo, la situazione delle droghe in Albania, il timore di brogli elettorali nelle elezioni parlamentari in Albania del 2017 e la presunta manipolazione del processo elettorale da parte del governo socialista.
Il 18 febbraio 2017 migliaia di manifestanti dell'opposizione si sono riuniti sul viale principale di Tirana per chiedere libere elezioni e un governo tecnico. Successivamente i manifestanti hanno montato una tenda, la "Tenda della libertà", in cui l'opposizione ha tenuto incontri quotidiani con i sostenitori. L'opposizione ha annunciato che avrebbe boicottato il Parlamento fino a quando il governo non avesse accettato il dialogo sulla formazione di un governo tecnico.

## Contesto
Prima delle proteste dell'opposizione, la situazione del traffico di droga in Albania e la successiva guerra al narcotraffico erano diventati problemi importanti nel paese, causando preoccupazioni a livello internazionale. L'opposizione politica ha accusato il governo, specialmente l'allora ministro degli affari interni albanese Saimir Tahiri, di essere coinvolto nella produzione di cannabis.

## Protesta
Durante le proteste migliaia di persone si sono radunate davanti all'ufficio del Primo Ministro, accusando il governo di cercare di manipolare il processo di voto.
Il Partito Democratico d'Albania ha espresso preoccupazione per il vicino processo elettorale, richiedendo un sistema di voto elettronico per le elezioni parlamentari del 2017 per evitare manipolazioni del voto. Tuttavia il governo ha ritenuto impossibile l'implementazione di un sistema di voto elettronico a causa dei limiti di tempo e ha accusato l'opposizione di bloccare l'integrazione dell'Albania nell'Unione europea e l'approvazione della riforma giudiziaria.
Dopo la manifestazione, l'opposizione ha annunciato che sarà allestita una grande tenda e che le manifestazioni continueranno fino a quando la coalizione di governo non accetterà le condizioni dell'opposizione per formare un governo tecnico per portare il paese ad elezioni libere ed eque.
Il 12 marzo, quattro ministri, tra cui il ministro degli Interni Saimir Tahiri, si sono dimessi. Rama si è rifiutato di dimettersi, accusando l'opposizione di usare le proteste per ritardando le riforme giudiziarie del Paese e i negoziati di adesione all'UE.
Dal 4 aprile le proteste si sono intensificate quando il leader del Partito democratico Lulzim Basha ha minacciato che i partiti dell'opposizione avrebbero potuto boicottare le elezioni parlamentari di giugno se le loro richieste non fossero state soddisfatte.
Il 9 aprile è stato il termine ultimo per la presentazione delle liste di candidati per il voto del 18 giugno da parte di tutti i partiti, e nessuno dei partiti dell'opposizione si è iscritto. Il boicottaggio doveva anche coprire le elezioni locali che si sarebbero tenute nel comune di Kavajë il 7 maggio a causa del licenziamento dell'ex sindaco Elvis Rroshi per aver nascosto le sue precedenti condanne penali.
Dopo che Rama ha respinto la richiesta dell'opposizione di destra di creare un governo provvisorio, il Movimento Socialista per l'Integrazione, un partito importante della coalizione di governo, ha annunciato che non avrebbe partecipato alle elezioni senza l'opposizione.
Il 25 aprile, due rappresentanti del Parlamento europeo, Knut Fleckenstein e David McAllister, sono giunti a Tirana per negoziare una soluzione all'attuale situazione di stallo. A quel punto la tensione era già aumentata dopo che, il giorno prima, i manifestanti, raggiunti da Basha, avevano bloccato diverse strade a Tirana e dintorni.
Il 5 maggio, il primo ministro Rama ha annunciato che il suo partito ritirerà il suo candidato alle elezioni di Kavajë, che sono state annullate fino ad ulteriori colloqui con l'opposizione.
Il 13 maggio, un'altra protesta è stata indetta a Tirana dal Partito Democratico e dalla coalizione dell'opposizione per richiamare l'attenzione su quella che Basha ha definito una "Nuova Repubblica", annunciando una proficua fine della loro protesta di 83 giorni.

## Conseguenze
Il 17 maggio i partiti politici presenti in Parlamento hanno organizzato una riunione in cui tutti i leader di partito hanno partecipato all'incontro, che è continuato fino alle prime ore del 18 maggio con Lulzim Basha e Rama che hanno discusso il pacchetto di soluzioni offerte da David McAllister. La risoluzione è arrivata dopo la visita in Albania di Hoyt Brian Yee del Dipartimento di Stato statunitense e l'ambasciatore statunitense Donald Lu,  che ha fissato una scadenza per i leader per trovare una soluzione alla crisi politica.
L'accordo prevedeva cambiamenti nella composizione del governo, con l'assegnazione all'opposizione di una carica di vice primo ministro, il rinvio della data delle elezioni, un esame dei candidati alle elezioni e l'inclusione della opposizione nella task force del governo nella lotta contro il traffico di droga. Il governo ha anche accettato di assegnare all'opposizione la carica di vice primo ministro e sei ministeri, incluso il Ministero degli affari interni, Ministero della giustizia, Ministero dell'istruzione e il Ministero delle finanze e dell'economia.

## Reazioni

### Nazionali
- Il Presidente della Repubblica d'Albania Bujar Nishani ha esortato i leader dei partiti politici a negoziare un compromesso per porre fine al boicottaggio del parlamento.[22]
- Ilir Meta, Presidente del Parlamento e capo del Movimento Socialista per l'Integrazione, il principale alleato del governo, ha espresso il suo rammarico per la mancanza di un dialogo politico e ha indicato che il suo partito continuerà ad agire nel pieno interesse del dialogo e di un processo elettorale in modo da soddisfare gli standard dell'UE.[23]

### Internazionali
- Europa: L'UE ha condannato le proteste e ha sottolineato l'importanza di elezioni libere e regolari, soprattutto se l'Albania desideri aderire all'UE.[24] Il Commissario europeo per l'Allargamento Johannes Hahn ha dichiarato di essere rammaricato per il boicottaggio parlamentare annunciato dall'opposizione e che la collaborazione tra governo e opposizione è cruciale per l'ambizione del paese di aderire all'Unione Europea.[9][25]
- Austria: L'ambasciatore austriaco in Albania Johann Sattler ha dichiarato: "La cosa più importante è che i partiti politici si siedano e dialoghino tra loro perché il dialogo è l'essenza della democrazia. [...] La cosa più importante è che i partiti politici partecipino al processo elettorale. Le elezioni sono la base della democrazia".[26]